# Deschampsia looseriana
Deschampsia looseriana är en gräsart som beskrevs av Parodi. Deschampsia looseriana ingår i släktet tåtlar, och familjen gräs. Inga underarter finns listade i Catalogue of Life.